# Jeff Hamilton (Musiker)

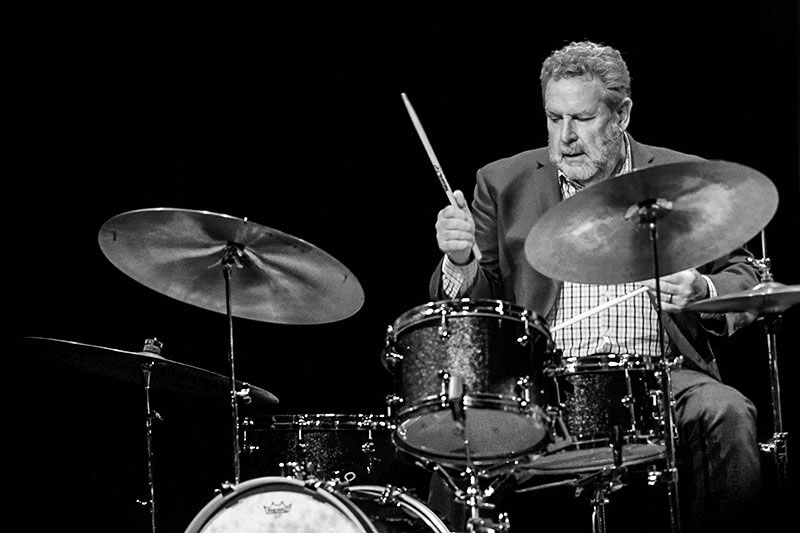
Jeff Hamilton, 2018

Jeff Hamilton  (* 4. August 1953 in Richmond (Indiana)) ist ein US-amerikanischer Jazz-Schlagzeuger.

## Leben und Wirken
Jeff Hamilton studierte an der Indiana University und arbeitete in den 1970er Jahren in der Tommy Dorsey-Ghost Band und kurz bei Lionel Hampton. Ab 1975 spielte er zwei Jahre im Trio von Monty Alexander, gehörte 1977/78 zum Woody Herman Orchester, spielte mit Milt Jackson und wurde Nachfolger von Shelly Manne in der Band The L. A. Four mit Ray Brown, Laurindo Almeida und Bud Shank. Danach wurde er Studiomusiker beim Label Concord.
Von 1983 bis 1987 wirkte er an Aufnahmen von Ella Fitzgerald, Rosemary Clooney, dem Count Basie Orchestra und Monty Alexander mit.
In den 1990er Jahren arbeitete Hamilton im Quartett des Bassisten John Clayton, ging mit Oscar Peterson auf Tournee und spielte in Ray Browns Trio mit Gene Harris bzw. mit Benny Green und leitete mit John und Jeff Clayton das Clayton-Hamilton Jazz Orchestra. Außerdem arbeitete er mit Diana Krall zusammen und leitete mit dem Bassisten Christoph Luty und dem Pianisten Tamir Hendelman ein eigenes Trio; 1999 entstand das Album Hamilton House auf dem Mons-Label.
Weiterhin wirkte Jeff Hamilton an Aufnahmen von Ernestine Anderson, Dan Barrett, Dave Frishberg, Jacques Gauthé, Scott Hamilton, Atsuko Hashimoto, Cal Collins, Oliver Jones, Vic Lewis, George Shearing, Paul Kuhn und Mel Tormé mit.

## Diskographische Hinweise
- Indiana (Concord, 1981)
- It's Hamilton Time (Lake, 1994)
- Live! (Mons, 1996)
- Dynavibes (Mons, 1997)
- Best Things Happen (Azica, 2004)
- From Studio 4 (Azica, 2006)
- Catch Me If You Can (Capri, 2020), mit Tamir Hendelman, Jon Hamar